# Lindwurmtunnel

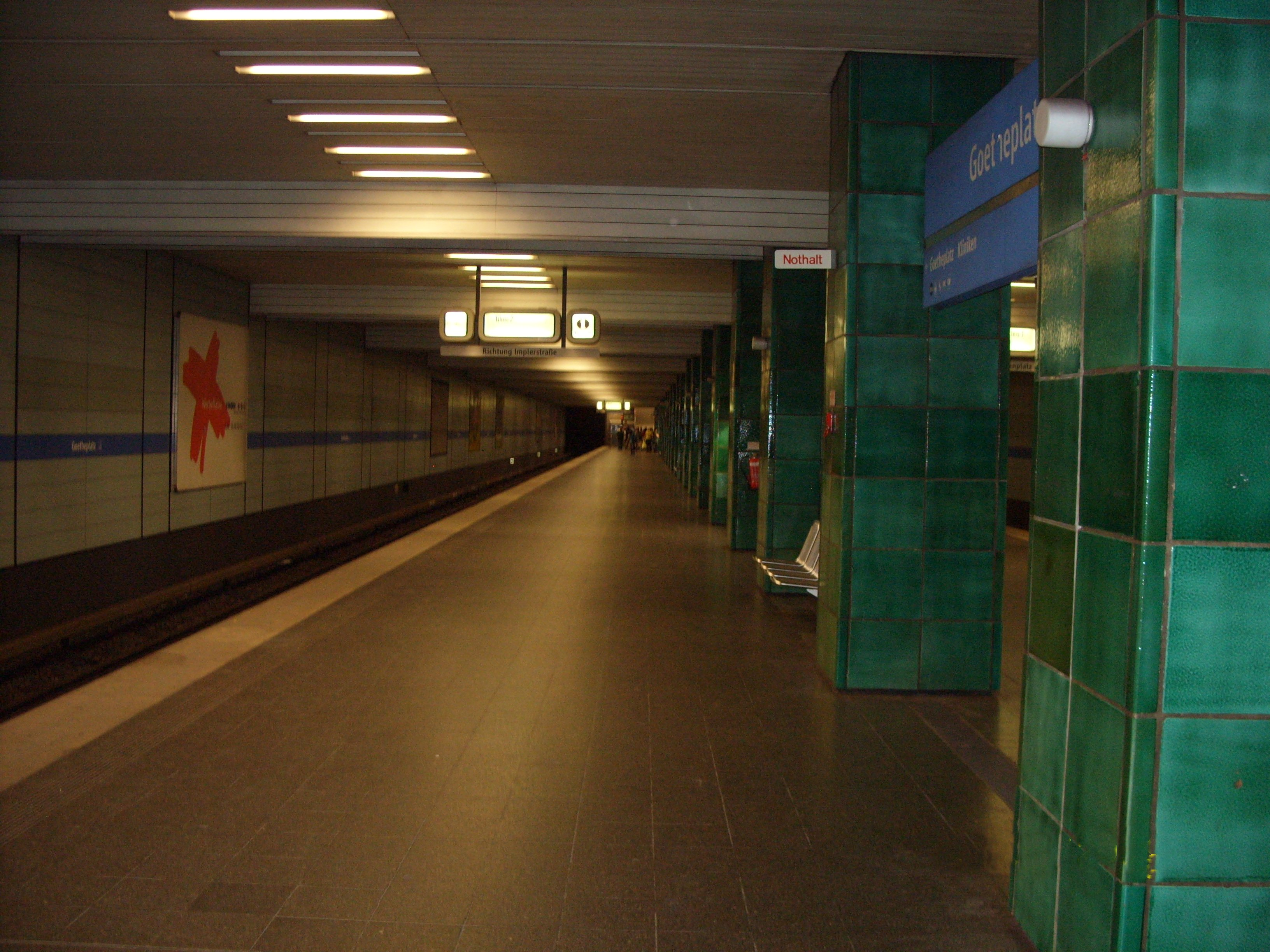
U-Bahnhof Goetheplatz

Der Lindwurmtunnel ist ein 1938 bis 1941 in München errichteter Eisenbahntunnel unter der namensgebenden Lindwurmstraße, der zum Goetheplatz führt und heute Teil des Münchner U-Bahn-Netzes ist. Er wurde im Zweiten Weltkrieg zunächst als Luftschutzbunker verwendet, danach zur Champignonzucht zweckentfremdet und erst am 19. Oktober 1971 als Teil der Stammstrecke 1 der U-Bahn München (Abschnitt vom Sendlinger Tor bis einschließlich Bahnhof Goetheplatz) eröffnet.

## Geschichte
Nachdem Adolf Hitler den Auftrag gab, die Münchner Bahnanlagen um einen neuen Hauptbahnhof in der Nähe der heutigen Friedenheimer Brücke neu zu strukturieren, entwickelte die Deutsche Reichsbahn ein Konzept, das u. a. zwei S-Bahn-Tunnelstrecken durch die Innenstadt vorsah. Die Deutsche Reichsbahn vergab 1938 ein erstes Probebaulos. Dieses war Teil der geplanten Nord-Süd-Tunnelstrecke. Am 22. Mai 1938 starteten mit einem Spatenstich durch Adolf Hitler die Bauarbeiten für den Tunnel des Münchner Stadtbahnnetzes, in dem eine S-Bahn unterirdisch zwischen Harras und Freimann verkehren sollte. Erste Züge waren bereits bestellt, doch wurde 1941 der Bau nach 590 Metern kriegsbedingt eingestellt.
Während der Bombennächte im Zweiten Weltkrieg diente der Stollen als Luftschutzbunker. Nach dem Krieg wurde das Bauwerk zum Teil mit Geröll verfüllt, Anfang der 1950er-Jahre wurde darin eine Champignonzucht betrieben. Tunnel und Bahnhof blieben so bis 1965 ungenutzt, bis der Bau der Münchner U-Bahn beschlossen wurde. Der alte Tunnel sollte Anschluss an das neue U-Bahn-Netz finden, lag aber nach Ansicht der Fachleute des städtischen U-Bahnreferats fast zu dicht unter der Straße. Doch um den damaligen Eigentümer des Tunnels – die Deutsche Bundesbahn, die nicht den Zuschlag zum Betrieb der U-Bahn in München erhalten hatte – versöhnlich zu stimmen, kaufte die Stadt ihr den Tunnel für 5,5 Millionen Mark ab und nutzte den vorhandenen Lindwurmtunnel trotz der Bedenken ihrer Fachleute. Im März 1965 wurde der Lindwurmtunnel mit 125 Kilogramm TNT wieder freigesprengt. Die Strecke zum ebenfalls im Rohbau bereits vor 1941 gebauten Bahnhof Goetheplatz wurde am 19. Oktober 1971 eröffnet und wird noch heute befahren.